# NK Široki Brijeg
Az NK Široki Brijeg egy bosnyák labdarúgócsapat, székhelye Široki Brijegben található, jelenleg a bosnyák élvonalban szerepel. Eddig két alkalommal nyerte meg a bosnyák bajnokságot és egy alkalommal hódította el a bosnyák kupát.

## Sikerei

### Nemzeti
- Bosnyák bajnok:

2 alkalommal (2004, 2006)
- Bosnyákkupa-győztes:

1 alkalommal (2007)

## Eredményei

### Európaikupa-szereplés

#### Összesítve
| Kupa            | J  | Gy | D | V  | Rg | Kg |
| --------------- | -- | -- | - | -- | -- | -- |
| Bajnokok Ligája | 6  | 3  | 1 | 2  | 4  | 5  |
| UEFA-kupa       | 18 | 8  | 1 | 9  | 24 | 32 |
| Összesítve      | 24 | 11 | 2 | 11 | 28 | 37 |

#### Szezonális bontásban
| Idény     | Kupa            | Forduló         | Klub                | 1. mérk. | 2. mérk. |
| --------- | --------------- | --------------- | ------------------- | -------- | -------- |
| 2002–2003 | UEFA-kupa       | Selejtezőkör    | Koba Senec          | 2–1 (V)  | 3–0 (H)  |
| 2002–2003 | UEFA-kupa       | 1. forduló      | Sparta Praha        | 0–3 (V)  | 0–1 (H)  |
| 2004–2005 | Bajnokok Ligája | 1. selejtezőkör | Neftçi              | 2–1 (H)  | 0–1(V)   |
| 2005–2006 | UEFA-kupa       | 1. selejtezőkör | Teuta Durrës        | 1–3 (H)  | 3–0 (V)  |
| 2005–2006 | UEFA-kupa       | 2. selejtezőkör | Zeta                | 1–0 (V)  | 4–2 (H)  |
| 2005–2006 | UEFA-kupa       | 1. forduló      | FC Basel            | 0–5 (V)  | 0–1 (H)  |
| 2006–2007 | Bajnokok Ligája | 1. selejtezőkör | Sahcjor Szalihorszk | 1–0 (V)  | 1–0 (H)  |
| 2006–2007 | Bajnokok Ligája | 2. selejtezőkör | Hearts              | 0–3 (V)  | 0–0 (H)  |
| 2007–2008 | UEFA-kupa       | 1. selejtezőkör | Koper               | 3–1 (H)  | 3–2 (V)  |
| 2007–2008 | UEFA-kupa       | 2. selejtezőkör | Hapóél Tel-Aviv     | 0–3 (H)  | 0–3 (V)  |
| 2008–2009 | UEFA-kupa       | 1. selejtezőkör | Partizani           | 0–0 (H)  | 3–1 (V)  |
| 2008–2009 | UEFA-kupa       | 2. selejtezőkör | Beşiktaş            | 1–2 (H)  | 0–4 (V)  |

Megj.:
- H = hazai pályán
- V = idegenben

## Külső hivatkozások
- Az NK Široki Brijeg hivatalos honlapja
- Az NK Široki Brijeg adatlapja az uefa.com-on (angolul)